# Универзитетски клинички центар Републике Српске
Универзитетски клинички центар Републике Српске (УКЦ РС) је највећа и најзначајнија је јавна здравствена установа у Републици Српској. Основна дјелатност Универзитетског клиничког центра Републике Српске је хоспитално лијечење (пријем, дијагностика и збрињавање) пацијената на нивоу секундарне и терцијарне здравствене заштите. Састоји се од 21 клинике, 6 завода и 10 служби.
Дјелокруг рада Универзитетског клиничког центра Републике Српске је обављање здравствених услуга болничких и ванболничких за ниво секундарне и терцијарне здравствене заштите. Универзитетски клинички центар Републике Српске је и референтна здравствена установа на нивоу Републике Српске за дјелатности које обавља и научна база за Медицински факултет и Медицинску школу. Пословање Универзитетског клиничког центра РС се највећим процентом односи на обављање здравствених услуга за потребе осигураника Фонда здравственог осигурања Републике Српске а са тенденцијом да постане и регионални центар за западни дио БиХ.

## Историјат
Здравство у Бања Луци има дугу традицију. Омер-паша Латас је основао војну болницу у Бања Луци, познатију под називом Хастахана. (Поуздано су ту били смјештени рањеници 1875. године.) За вријеме Аустроугарске саграђена је 1892. и прва болничка зграда на болничком комплексу величине 17 дунума, у склопу овог комплекса саграђен је 1897. омањи павиљон за умоболна лицаа, а 1910 и одјел за заразне болести. Прва болничке зграде саграђена 1892. на болничком комплексу од око 17 дунума, саграђен је 1897. у њеној позадини један омањи павиљон за умоболне, а 1910. једна кућица за одјел заразних болести. Године 1908. саграђена је и једноспратна зграда болнице. Први љекари имали су статус државних службеника и били су задужени за здравствено стање становништва на читавом котарском подручју. У годинама до краја Првог свјетског рата, у Бањој Луци су радила највише три лијечника, од којих је један, примариус, био управник болнице.
У вријеме Краљевине СХС успоставља се нека врста јавне здравствене заштите са осигуравајућим друштвима и хигијенским заводима. У оквиру тих реформи и у Бањој Луци се оснива Хигијенски Завод. Тридесетих се гради неколико болница и пратећих објеката, што битно унапређује здравствену заштиту и даје Бањој Луци значај регионалног здравственог центра. Тако је 1937. године, изграђена Бановинска болница Бања Лука, која је располагала са 192 кревета. Била је то савремена болничка зграда у којој је хирургија с операционом салом у полукрузжном дијелу зграде била најупечатљивији дио. Уз зграду хирургије довршене су и друге помоћне зграде - управна зграда с кухињом, садашња зграда с рендгеном и павиљон за пријем болесника. Уочи Априлског рата почели су радови на великој згради, у којој је требало бити смјештено, углавном, интерно одјељење, које је дјелимично завршено, али је коначно завршена послије ослобођења.
Послије Другог свјетског рата уводи се обавезна здравствена заштита и врши трансформације здравства по социјалном моделу. Године 1947. отвара се Средња медицинска школа. Извршена је реконструкција и обнова болница као и изградња неколико рејонских домова здравља. Стара зграда болнице проширена је и дограђена 1959. и ту је смјештено Гинеколошко–порођајно одјељење које је ту било све до земљотреса 1969. године. Осим подизања ових објеката, послије ослобођења (1945) била је подигнута (прије земљотреса 1969) и зграда за Хитну помоћ, а како је до рата била у средини болничког круга подигнута и мртвачница, може се рећи да је простор између Улице Здраве Корде и Црквене био покривен бројним болничким зградама. Од 1946. до 1974. у саставу тадашњег Медицинског центра Бања Лука, налазили су се "Дом здравља", Општа болница и Хигијенски завод.
Седамдесетих долази до новог замаха и изградње нових објеката. Бања Лука постаје регионални центар и здравствене установе, смјештене и развијане у Бањалуци, осигуравале су здравствену заштиту за подручје од око милион становника. Оснива се и Медицински факултет и гради нови објект Клиничко болничког центра у бањолучком насељу Паприковац који је завршен 1979. Од 1983. болница носи назив Радна организација "Клиничко-медицински центар" Бања Лука. Одлуком владе доташњи назив Универзитетска болница Клинички центар Бања Лука је промијењен у назив Универзитетски клинички центар Републике Српске.

## Организација

#### Клинике
- Клиника за унутрашње болести
- Клиника за кардиологију
- Клиника за плућне болести
- Клиника за дјечије болести
- Клиника за општу и абдоминалну хирургију
- Клиника за урологију
- Клиника дјечију хирургију
- Клиника за пластично реконструктивну хирургију
- Клиника за гинекологију и акушерство
- Клиника за ифенктивне болести
- Клиника за неурологију
- Клиника за психијатрију
- Клиника за кожне и полне болести
- Клиника за анестезију и интензивно лијечење
- Клиника за онкологију
- Клиника за болести уха, грла и носа
- Клиника за очне болести
- Клиника за ортопедију и трауматологију
- Клиника интензивне медицине за нехируршке гране, постоји од септембра 2014.
- Центар за дојку, формиран је 1. јуна 2008. године.
- Центар за радиотерапију, почео са оперативним радом 2. августа 2010. године.

#### Заводи
- Клинички завод за нуклеарну медицину и болести штитне жљезде
- Клиничка апотека
- Завод за клиничку радиологију
- Завод за клиничку патологију
- Завод за клиничку лабораторијску дијагностику
- Завод за клиничку микробиологију

#### Службе
- Служба за торакалну хирургију
- Служба за васкуларну хирургију
- Служба за неурохирургију
- Служба за максилофацијалну хирургију
- Служба операционих сала са стерилизацијом и ПХА
- Служба клиничке рехабилитације
- Служба за правне и опште послове
- Служба за економско финансијске послове
- Служба за јавне набавке и истраживање тржишта
- Служба услужних дјелатности

## Директори
- Драгутин Илић (1989—1992)
- Радисав Вукић(1992-?)
- Бранислав Лолић
- Ристо Козомара (2001-2004)
- Драган Костић (2004—2006)
- Милан Шкробић (2006—2008)
- Мирко Станетић (2008—2011)
- Брано Топић (2011—2013)
- Душко Рачић (2013—2014)
- Мирко Станетић (2014—2017)
- Владо Ђајић (2017-)

## Одликовања
- Крст Милосрђа (Видовдан 1993)[5]